# Bellamy Salute

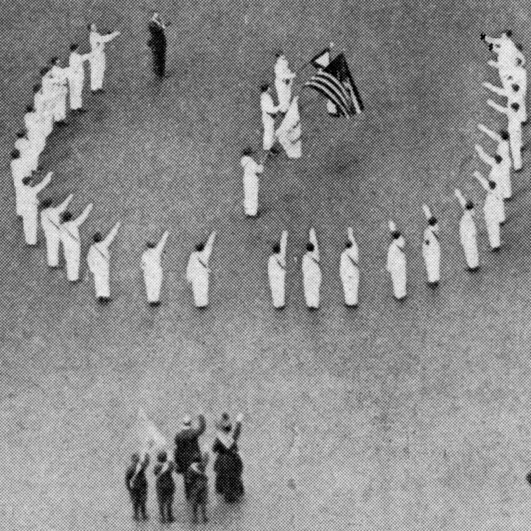
„Bellamy salutes“, 1917

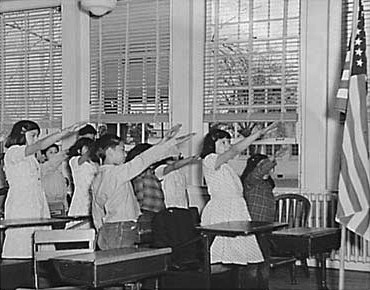
Amerikanische Schüler mit dem „Bellamy salute“, 1941

Der Bellamy Salute (deutsch: Bellamy-Gruß) war ein Gruß mit ausgestreckter Handfläche, der von James B. Upham als Begleitgeste zum amerikanischen Treueschwur (Pledge of Allegiance) entwickelt wurde, der vom sozialistisch gesinnten New Yorker Geistlichen Francis Bellamy geschrieben worden war.
Bellamy selbst hatte den Gruß in der Jugendzeitung The Youth’s Companion 1892 beschrieben. Die rechte Hand sollte erhoben werden, so dass sie mit der Stirn eine Linie bildet und dicht an ihr anliegt. Zu einem späteren Zeitpunkt sollte die rechte Hand nach oben zur Flagge ausgestreckt werden.
Bellamy als Autor des Treueschwurs warb für den Gruß, weshalb er mit seinem Namen in Verbindung gebracht wurde. Sowohl der Treueschwur als auch der begleitende Bellamy-Gruß stammen aus dem Jahr 1892. Mehrere Generationen von Schulkindern begrüßten so jeden Morgen die Fahne.
In den frühen 1930ern, als der erhobene rechte Arm international durch die Verwendung der Faschisten in Italien mit dem Saluto romano und durch die Nationalsozialisten in Deutschland mit dem Hitlergruß als faschistisches bzw. Nazisymbol angesehen wurde, wurde die Nutzung des Bellamy-Grußes in den Vereinigten Staaten seltener. Der Gruß verschwand aus den Schulen fast vollständig, als Ende 1942 der US-Kongress eine Ergänzung der Fahnenordnung verabschiedete, nach der die US-Flagge mit der rechten Hand über dem Herzen zu grüßen sei.
Die Verwendung des Bellamy Salutes an einer High School in Mountain Brook in Alabama im Januar 2022 führte zu internationalen medialen Reaktionen.